# Waterville (Kansas)
Waterville – miasto w Stanach Zjednoczonych, w stanie Kansas, w hrabstwie Marshall.